# Derbi del Moncayo
Se conoce como derbi del Moncayo a la rivalidad existente entre el Club Deportivo Numancia y el Real Zaragoza. Recibe esta denominación por el Moncayo, una cima montañosa entre la provincia de Soria y la provincia de Zaragoza.
También hay una gran rivalidad debido al numeroso número de sorianos que residen en la capital zaragozana. Entre Soria y Zaragoza hay solo 160 kilómetros, motivo por el cual se desplazan un gran número de aficionados visitantes al estadio del equipo local.

## Partidos oficiales
| Local         | Visitante     | Resultado | Fecha                    | Temporada    |
| ------------- | ------------- | --------- | ------------------------ | ------------ |
| Real Zaragoza | CD Numancia   | 4-2       | 9 de octubre de 1949     | 1949-50      |
| CD Numancia   | Real Zaragoza | 2-1       | 5 de febrero de 1950     | 1949-50      |
| Real Zaragoza | CD Numancia   | 2-2       | 8 de octubre de 1950     | 1950-51      |
| CD Numancia   | Real Zaragoza | 2-1       | 11 de febrero de 1951    | 1950-51      |
| Real Zaragoza | CD Numancia   | 3-3       | 12 de diciembre de 1999  | 1999-00      |
| CD Numancia   | Real Zaragoza | 1-2       | 22 de abril del 2000     | 1999-00      |
| CD Numancia   | Real Zaragoza | 1-1       | 10 de diciembre del 2000 | 2000-01      |
| Real Zaragoza | CD Numancia   | 3-1       | 6 de mayo de 2001        | 2000-01      |
| Real Zaragoza | CD Numancia   | 1-0       | 8 de diciembre de 2002   | 2002-03      |
| CD Numancia   | Real Zaragoza | 2-2       | 11 de mayo de 2003       | 2002-03      |
| CD Numancia   | Real Zaragoza | 2-1       | 28 de noviembre de 2004  | 2004-05      |
| Real Zaragoza | CD Numancia   | 4-1       | 17 de abril de 2005      | 2004-05      |
| Real Zaragoza | CD Numancia   | 1-2       | 9 de noviembre de 2013   | 2013-14      |
| CD Numancia   | Real Zaragoza | 2-2       | 12 de abril de 2014      | 2013-14      |
| CD Numancia   | Real Zaragoza | 2-0       | 22 de noviembre de 2014  | 2014-15      |
| Real Zaragoza | CD Numancia   | 1-0       | 26 de abril de 2015      | 2014-15      |
| Real Zaragoza | CD Numancia   | 2-2       | 13 de diciembre de 2015  | 2015-16      |
| CD Numancia   | Real Zaragoza | 2-2       | 14 de mayo de 2016       | 2015-16      |
| CD Numancia   | Real Zaragoza | 2-1       | 25 de septiembre de 2016 | 2016-17      |
| Real Zaragoza | CD Numancia   | 3-0       | 5 de marzo de 2017       | 2016-17      |
| Real Zaragoza | CD Numancia   | 3-0       | 8 de octubre de 2017     | 2017-18      |
| CD Numancia   | Real Zaragoza | 1-2       | 3 de marzo de 2018       | 2017-18      |
| CD Numancia   | Real Zaragoza | 1-1       | 6 de junio de 2018       | 2017-18 (PO) |
| Real Zaragoza | CD Numancia   | 1-2       | 9 de junio de 2018       | 2017-18 (PO) |
| CD Numancia   | Real Zaragoza | 1-0       | 13 de octubre de 2018    | 2018-19      |
| Real Zaragoza | CD Numancia   | 0-0       | 4 de junio de 2019       | 2018-19      |
| CD Numancia   | Real Zaragoza | 0-1       | 13 de octubre de 2019    | 2019-20      |
| Real Zaragoza | CD Numancia   | 1-0       | 25 de enero de 2020      | 2019-20      |